# Pema Chödrön

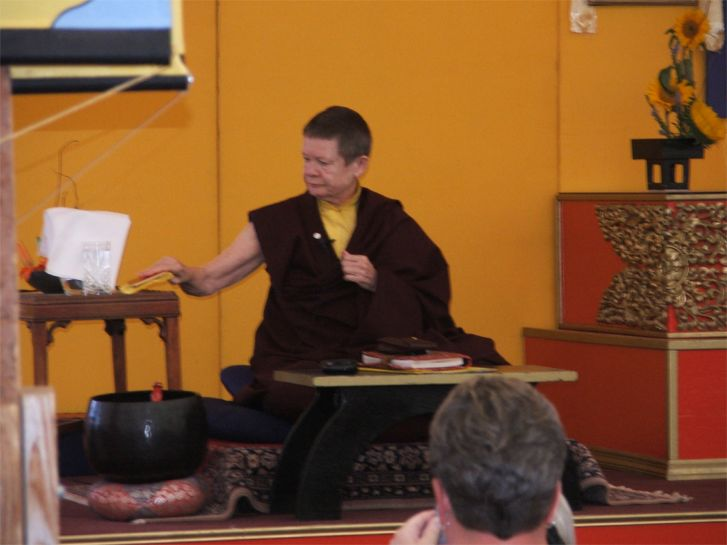
Pema Chôdrôn numa palestra

Pema Chödrön, também conhecida como Deirdre Blomfield-Brown, (Nova York, 1936) é uma monja budista na tradição Vajrayana tibetana da linhagem de Chögyam Trungpa. Pema Chödrön escreveu diversos livros sobre Budismo e sua aplicação no dia a dia. Ela reside e é professora em Gampo Abbey, um monastério em Cape Breton, Nova Scotia, Canada. 